# Ken Niimura
Ken Niimura   (Madrid, 19 d'octubre de 1981) és un dibuixant de còmics hispano-japonès. És llicenciat en Belles Arts, va ser membre fundador d'H Studio, Arruequen i el segell editorial Epicentro. Niimura ser el guanyador del Premi Internacional de Manga en la seva cinquena edició, organitzat pel Ministeri d'Afers Exteriors del Japó. També ha estat nominat als premis Eisner i Eagle pel seu treball en Soy una matagigantes (2009) amb guió de Joe Kelly. Al costat d'aquest mateix guionista, Niimura també va dibuixar dues històries curtes per a The Amazing Spider-Man. Ken Niimura és també l'autor del llibre d'il·lustracions Zero (2010), l'antologia d'històries curtes Traveling (2014) i Henshin (2014), publicat per Shogakukan al Japó. És destacable el seu treball gràfic en els llibres de la sèrie Japonés en Viñetas, manuals didàctics de llengua japonesa, realitzats juntament amb l'especialista Marc Bernabé. Com a docent ha impartit cursos sobre còmic i manga en la Universitat de Salamanca, Casa Àsia a Madrid, la Maison de la Culture du Japon à Paris o l'acadèmia Eurasiam, entre altres centres. Actualment, viu i treballa a Tòquio.